# Vejver Velvet
Vejver Velvet (Jap:ウェイバー・ベルベット,Translit:Weibā Berubetto) je izmišljeni lik koji se prvi put pojavio u Type-Moon-ovom lajt roman prednastavku Fate/stay night-a, Fate/Zero-u čiji je autor Gen Urobuči. Vejver je prikazan kao devetnaestogodišnji student koji studira u sahat-kuli. On se onda pridružuje Četvrtom Ratu Svetog Grala u Fuyuki, Japanu i postaje Gospodar Rajdera, nakon što je ukrao artefakt njegovog učitelja u nadi da će naterati Asocijaciju Magova da prepoznaju njegovu genijalnost pobedom u ratu. Po povratku, on kasnije postaje profesor i Dekan Norwiča, Odseka za Teoriju Moderne Magije sahat-kule. Kao glavni protagonista sporednog lajt romana The Case Files of Lord El-Melloi II koju je napisao Makoto Sanda, Vejveru je formalno dodeljena titula Lord El-Melloi II (ロード・エルメロイII世, Rōdo Erumeroi Nisei), nakon što je bio usvojen u El-Melloi porodicu. On se vraća u nastavku The Adventures of Lord El-Melloi II.
Vejveru daje glas Daiske Namikava u svim pojavljivanjima na Japanskom, s više glumaca koji ponavljaju uloge na Engleskom. Njegov izgled je kreiran od strane Takašia Takeučia kao mladi bišonen. Karaktera je kreirao Urobuči u pokušaju da balansira sastav likova u Fate/Zero-u, s Vejverom koji bi pokazivao više slabih osobina kao mladić i kasnije razvio u dobrog odraslog čoveka kroz dogadjaje priče. Njegova El-Melloi ličnost je napisana od strane Makoto Sande kao odrasli čovek koji deli detektivsku dinamiku sa pomoćnicom Grej inspirisan Šerlok Holmsom. Urobuči je izrazio pomešana osećanja kada se Sanda bavio njegovim likom ali je i dalje osećao da je dobro razvijen.
Kritički odziv Vejverovoj ulozi u Fate/Zero-u je bio većinom pozitivan. Nekoliko pisaca su uživali u dinamici koju ima sa svojim slugom Rajderom zbog toga koliko su otvoreni jedno prema drugom, sa Vejverom koji sazreva zahvaljujući njihovim interakcijama. Kad je u pitanju njegova uloga u sporednoj seriji, Vejver se isticao kao privlačniji glavni lik nego u Fate/Zero-u zbog njegovog razvoja kao učitelj dok se bavi s više učenika.

## Pojavljivanja

### Fate/Zero
Vejver je bio student Odseka Mineralogije. Nakon što je ponižen ispred celog razreda od strane svog učitelja kada je podneo esej koji objašnjava da bilo ko može postati Veliki Mag sve dok vredno radi i vežba, Vejver odlučuje da učestvuje u Ratu Svetog Grala nakon što je ukrao artefakt i planira da koristi Gral da natera Asocijaciju Magova da prepozna njegovu genijalnost. Sa artefaktom, on uspeva da prizove Iskandara (poznatijeg kao Aleksandar Veliki) iz Rajder klase. Uprkos njegovim poteškoćama s Rajderovom nadmoćnom prirodom, Vejver i njegov Sluga formiraju jak odnos. Kada je Rat skoro došao do kraja, njih dvojica predstoje da budu ubijeni od strane sluge Arčera ali Iskandar ubedjuje svog gospodara da umesto toga postane njegov sluga, s čim se Vejver rado složi. Arčer ubija Iskandara ali poštedjuje Vejvera u saosećanju sa Iskandarovim vrednovanjem svog gospodara i Vejverovom novopronadjenom voljom da živi zbog Iskandara. On odlučuje da putuje oko sveta pre nego što se vraća u sahat-kulu da nastavi svoje studiranje.

### Unlimited Blade Works
Iako se Vejver ne pojavljuje u Fate/stay night-u, pojavljuje se u epilogu Ufotablove anime adaptacije Unlmited Blade Works-a dok hoda niz hodnik i sreće se sa studentom Širo Emijom. Vejver pita Široa za njegove razloge što studira čarobnjaštvo u sahat-kuli. Širo odgovara da želi da postane heroj pravde. Dok Vejver prihvata da je njegov san možda budalast, misli da može biti prevelik za sahat-kulu da obuzda.

### The Case Files of Lord El-Melloi II
Nakon dogadjaja Fate-Zero-a, on se vraća u sahat-kulu da nastavi sa studiranjem čarobnjaštva. Prošli Lord El-Melloi, Kejnet El-Melloi Arčibald, koji je bio Vejverov nekadašnji profesor, je bio ubijen tokom dogadjaja Fate/Zero-a što je rezultiralo naglim padom El-Melloi klana. Nakon što je saznao šta se desilo sa bivšim učiteljem i osećajući se odgovornjim za njegovu smrt, Vejver je pozajmio zajam od starog prijatelja Melvina Veinsa da bi kupio El-Melloi Učionicu i počeo učiti Modernu Magiju. Reines El-Melloi Arčisorte, sledeća naslednica klana i nećaka Kejneta po krvi, saznala je za kupovinu učionice i pitala Vejvera da preuzme titulu El-Melloi i privremeno postane glava dok ona ne napuni dovoljno godina. Vejver pristaje sve dok je poznat kao Lord El-Melloi II, pošto se oseća nedostojnim da bude uporedjen sa svojim prethodnikom i učiteljem. Deset godina je bio popularan profesor sahat-kule.

### Fate/Grand order
U Delightworksovoj mobilnom RPG-u Fate/Grand Order-u i njegovoj arkadnoj verziji koja je napravila Sega, Vejver se pojavljuje kao Kaster Pseudo-Sluga s pet zvezdica pod imenom Džuge Liang (諸葛孔明, Shokatsu Kōmei), isto poznat kao Džuge Kongming.U glavnoj priči, prvi put se pojavljuje u singularnosti Septema bez gospodara, ali je bio strateg za mladjeg Iskandara (poznatog kao Aleksandar). Onda se kasnije ponovo pojavljuje u zadnjoj singularnosti Solomon kao jedan od sluga da pomogne Ritsuki Fudžimaruu u finalnoj borbi. Isto se pojavljuje u oba Fate/Accel Zero Order i Lady Reines' Case Files dogadjaja saradnje kao glavni i prateći lik. Zbog toga što je Pseudo-Sluga, Vejver objašnjava da on nije ni on niti Džuge Liang nego obojica zajedno. Kada dostigne svoju treću ascenciju, njegov izgled se vraća u svoj mladji oblik. U borbi, koristi bagua ogledala koja ispaljuju energetske zrakove i mogu da bace razne čini kao zemlju, vetar i vatru. Isto drži Džuge Liangovu lepezu od perja. Njegovi Noble Fantazmi su Nepovratna Formacija i Ču Ši Bao.

### Druga pojavljivanja
Vejver se pojavljuje u Fate/Apocryphi, Fate/strange fake-u i Fate/kaleid liner Prisma Illyi kao sporedni lik.

## Kreacija i Koncepcija
Iz originalnog lajt romana, Urobuči je napisao Vejvera kao mlado dete koje bi tražilo put da postane odrasla osoba prolazeći kroz traumatične dogadjaje. Vejver je bio konceptualizovan kao slab karakter sličan Nobita Nobi iz Doraemona tokom pravljenja Fate/Zero-a. Medjutim, on je odrastao do poente na kraju gde bi mogao biti zamenjen s glavnim likom. Umetnik Takaši Takeuči je rekao da mu je originalni dizajn motiv bio "sarkastičan, sveznalica dečak". Nije imao problema da dizajnira Vejvera jer je imao jasnu sliku karaktera. Stvarno je hteo da ga nacrta i oseća se da je dizajn koji ga čini naizgled nesposobnim najbolji. Takeuchi je bio zadavoljan odzivom Vejvera u lajt romanu i nadao se da će anime adaptacija demonstriati sličan uspeh. Takeuči je opisao inkarnaciju Vejvera kao "heroinu"  zasnovano na tome kako ga je kompanija Ufotable prikazala, ali su gledaoci i dalje voleli njegov lik.
Mogućnost da vidi drugog autora kako piše o Vejveru dok je sazrevao kao mag, u nemogućnosti da uradi bilo šta osim da se zavali i gleda kako se dogadjaji odvijaju oko njega, je bio težak deo za njega. Medjutim, brinuo je nizašta na kraju. Razvoj karaktera je bio toliko velik da je postao drugačiji od originalne verzije. Urobuči ga je opisao kao "džentlmena koji je izglancao svoje moći analize, noseći lukavstvo kao mudrost starca, i dalje skrivajući uvrnutost svoje mladosti negde u srcu" čineći ga, na kraju "očaravajućim likom".
Vejver je ponovo dizajniran kao odrasla osoba u The Case Files of Lord El Melloi II. Umetnici su ga opisali kao atraktivnog dugokosog koji je inspirisan Saki Vaštarom iz Aree 88. Ovo je bilo češće u manga adaptaciji lajt romana ali su umetnici uvek pronašli način da Vejverov dizajn bude bišonen stereotip. Romanopisci opisuju El-Melloi-a kao tihog čoveka sa smislom za humor pošto je pisac hteo da bude privlačan čitaocu. U izradi lajt romana, na Vejverov karakter je uticao Šerlok Holms, a Grej je bila njegov pomoćnik Doktor Vatson. Odnos izmedju ova dva lika je primarno bio usredsredjen oko Grejine slabije ličnosti koja uvek misli o gospodaru i pisac je hteo da privuče žensku demografiku s tim.
Kada je The Case Files of Lord El-Melloi II bio adaptiran u anime, režiser Ei Aoki je želeo da nadgleda seriju zato što je originalno režirao Fate/Zero gde je Vejver nastao. Njegova najveća poteškoća bile su interakcije izmedju El-Melloi-a i Grej što ga je dovelo do toga da pita glumicu nje za pomoć.
Na Japanskom, Vejveru je uvek davao glas Daiske Namikava. On je smatrao davanje glasa Vejveru kao težak zadatak zbog popularnosti franšize. Dok na Engleskom, glas mu je davao Lusien Dodž u Fate/Zero-u, Unlimited Blade Works-u, Fate/Apocryphi i Case/files-u, a Leraldo Anzaldua u prve dve sezone Fate/kaleid liner Prisma Illye. Dodž je opisao starijeg Vejvera kao "10,000 puta više džangrizavim". Juja Macušita i Šiničiro Ueda su igrali ulogu njegove starije i mladje verzije u pozorišnoj predstavi koja adaptira Adra Castle Seperation poglavlje iz lajt romana.